# Liste der Biografien/Ej
Liste der Biografien |
Portal Biografien |
Personensuche
# |
A |
B |
C |
D |
E |
F |
G |
H |
I |
J |
K |
L |
M |
N |
O |
P |
Q |
R |
S |
T |
U |
V |
W |
X |
Y |
Z |
?
 
Ea |
Eb |
Ec |
Ed |
Ee |
Ef |
Eg |
Eh |
Ei |
Ej |
Ek |
El |
Em |
En |
Eo |
Ep |
Eq |
Er |
Es |
Et |
Eu |
Ev |
Ew |
Ex |
Ey |
Ez
Die Liste der Biografien führt alle Personen auf, die in der deutschsprachigen Wikipedia einen Artikel haben. Dieses ist eine Teilliste mit 36 Einträgen von Personen, deren Namen mit den Buchstaben „Ej“ beginnt.

## Ej
- EJ Adem MC, österreichischer Hip-Hop-Musiker

### Eja
- Eja-Tabe, Huffman (* 1981), kamerunischer Fußballspieler
- Ejae (* 1991), südkoreanisch-amerikanische Sängerin, Songwriterin, Musikproduzentin
- Ejaita, Diana (* 1985), nigerianisch-italienische Illustratorin und Textildesignerin
- Ejangue, Augustine (* 1989), kamerunische Fußballspielerin
- Ejaria, Ovie (* 1997), englischer Fußballspieler

### Ejd
- Ejdelman, Natan Jakowlewitsch (1930–1989), sowjetischer Schriftsteller und Historiker
- Ejdepalm, Johan (* 1982), schwedischer Eishockeyspieler
- Ejderstedt, Inge (* 1946), schwedischer Fußballspieler
- Ejdesgaard, Malou (* 1991), dänische Tennisspielerin
- Ejdum, Max (* 2004), dänischer Fußballspieler
- Ejdys, Sylwia (* 1984), polnische Mittelstreckenläuferin

### Eje
- Eje II., altägyptischer Pharao der 18. DynastieEje II.

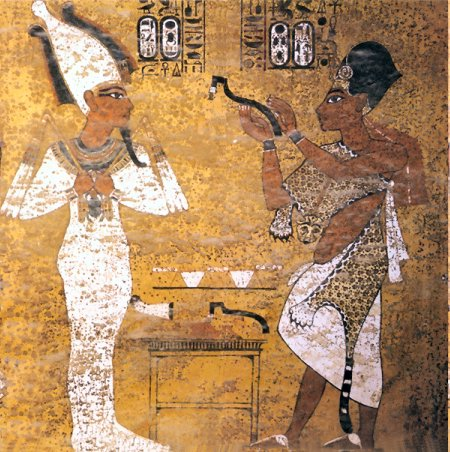
Eje II.

- Ejercito, Jose Pimentel junior (* 1963), philippinischer Schauspieler und Politiker
- Ejersbo, Jakob (1968–2008), dänischer Schriftsteller

### Ejg
- Ejges, Oleg Konstantinowitsch (1905–1992), russischer Komponist

### Eji
- Ejide, Austin (* 1984), nigerianischer Fußballtorhüter
- Ejigu, Sentayehu (* 1985), äthiopische Langstreckenläuferin
- Ejike, Lucy Ogechukwu (* 1977), nigerianische paralympische Gewichtheberin
- Ejima, Kiseki, japanischer Schriftsteller
- Ejima, Kiyoshi (* 1957), japanischer Politiker
- Ejima, Masaki (* 1999), japanischer Stabhochspringer
- Ejiofor, Chiwetel (* 1977), britischer Schauspieler und FilmemacherChiwetel Ejiofor (* 1977)

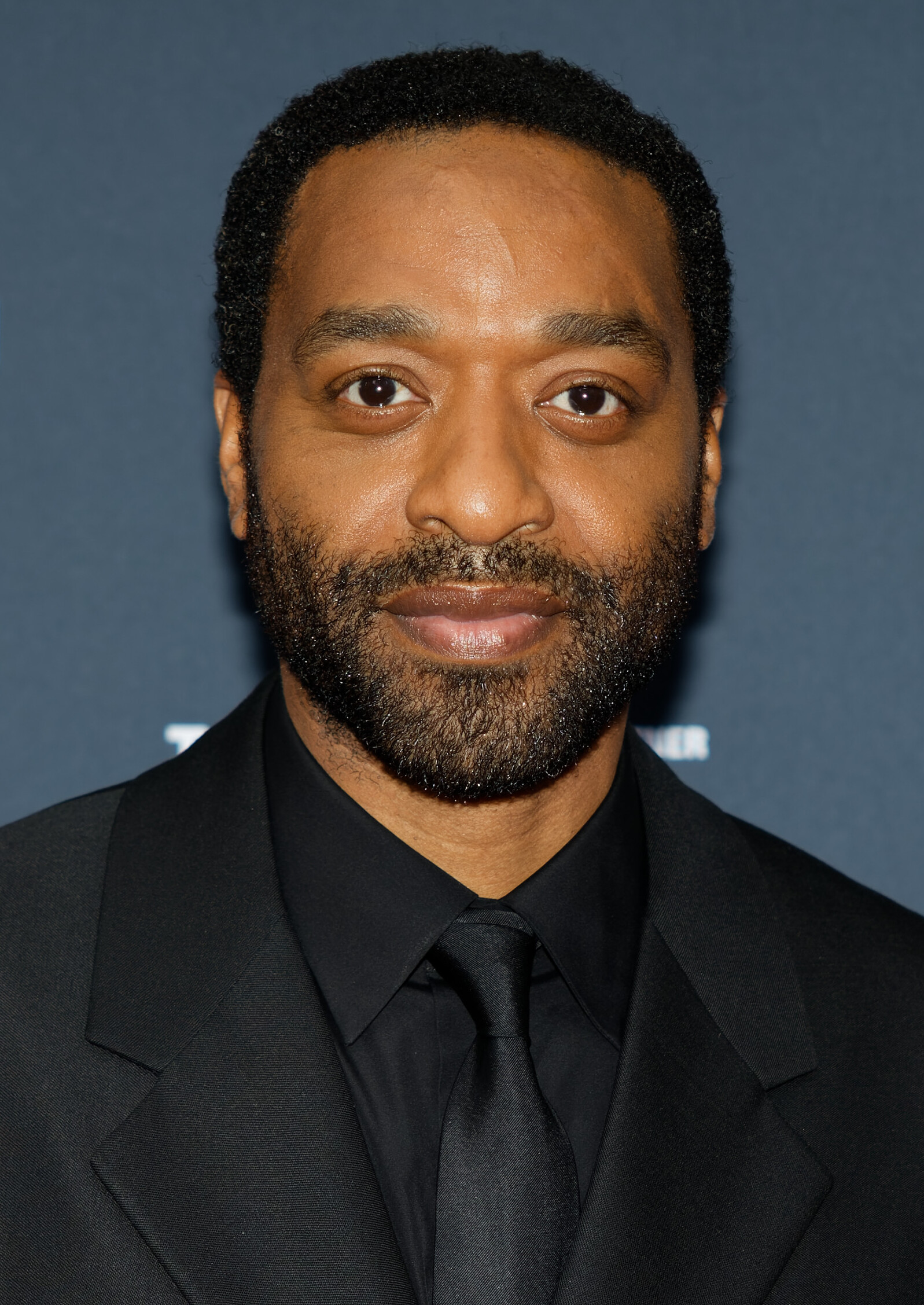
Chiwetel Ejiofor (* 1977)

- Ejiri, Atsuhiko (* 1967), japanischer Fußballspieler

### Ejj
- Ejjafini, Nadia (* 1980), italienische Langstreckenläuferin marokkanischer Herkunft, zeitweise für Bahrain startend

### Ejl
- Ejlli, Luiz (* 1985), albanischer Sänger

### Ejn
- Ejnhorn, Wjatscheslaw (* 1956), ukrainischer Schachgroßmeister

### Ejo
- Ejogo, Carmen (* 1973), britische Schauspielerin und Sängerin
- Ejoke, David (* 1939), nigerianischer Sprinter
- Ejore, Susan Lokayo (* 1995), kenianische Mittelstreckenläuferin

### Ejs
- Ejsing, Mette (* 1954), dänische Opernsängerin (Mezzosopran)
- Ejsmond, Franciszek (1859–1931), polnischer Genremaler
- Ejstrup, Grith (* 1953), dänische Hochspringerin

### Eju
- Ejuke, Chidera (* 1998), nigerianischer Fußballspieler
- Ejup Maqedonci (* 1977), kosovarisch-albanischer Offizier und Politiker
- Ejupi, Albert (* 1992), schwedischer Fußballspieler